# Hugo Wislicenus
Hugo Adolf Wislicenus, född 29 december 1836 i Kleineichstädt vid Querfurt, död 8 augusti 1866 i Tödi, var en tysk filolog. Han var bror till Johannes Wislicenus.
Wislicenus var verksam som privatdocent i forntyska vid Polytechnikum i Zürich. Han författade bland annat Die Symbolik von Sonne und Tag in der germanischen Mythologie (1862) och Loki, das Nibelungenlied und das Dionysos-Theater in Athen (1867). 